# Тайлер Рекс
Гэбби Тафт (англ. Gabby Tuft, имя при рождении и до 2021 года — Габриэль Аллан Тафт (англ. Gabriel Allan Tuft); род. 1 ноября 1978) — американский рестлер, получивший известность по выступлениям в World Wrestling Entertainment под именем Тайлер Рекс. 
Также участвовал в региональном отделении WWE Florida Championship Wrestling (FCW), где был обладателем титулов Florida Tag Team Championship с Джонни Кёртисом и чемпионом Флориды в тяжёлом весе. 23 августа 2012 года объявил об уходе из WWE и завершении карьеры рестлера, так как хочет больше времени проводить с семьёй. 
В феврале 2021 года совершил каминг-аут как трансженщина.

## Карьера в рестлинге

### Florida Championship Wrestling (2007—2009)
После профессионального дебюта в рестлинге в феврале 2007 года Тафт подписал контракт с World Wrestling Entertainment (WWE) и был направлен во Florida Championship Wrestling (FCW), как Тайлер Рекс. 11 декабря 2008 года в Тампе, штат Флорида, Тафт и Джонни Кертис победили «Династию Харт» (DH Smith and TJ Wilson), тем самым отобрав у них титул FCW Florida Tag Team Championship. 11 июня 2009 года Тайлер Рекс, победив Дрю Макинтайра, получил титул Florida Heavyweight Champion. После матча получил поздравления от Джо Хеннинга. 13 августа 2009 года Тафт проиграл этот титул Хиту Слейтеру.

### Extreme Championship Wrestling (2009—2010)
30 июня 2009 года Рекс дебютировал на ECW. Незадолго до дебюта рестлер получил травму, однако был в состоянии выйти на ринг. 2 июля он сыграл первый матч против Зака Райдера, но победить не смог. 21 июля в одном из эпизодов ECW Рекс одержал первую победу на бренде над Полом Берчиллом, после чего был избит. 15 сентября Рекс участвовал в Королевской Битве на 10 человек. Её фаворитом был обладатель ECW Championship Кристиан, однако победу в этой битве одержал Зак Райдер. Тафту нужен был небольшой перерыв, и, начиная с ноября 2009 года, он участвовал только в «рабочих» матчах. Также Рекс стал одним из 26 человек, принявших участие в Королевской Битве на РестлМании XXVI.

### Новый образ (2010—2012)
В конце апреля 2010 года Тайлер Рекс был замечен на бренде SmackDown. После нескольких месяцев «рабочих» матчей Рекс появился в SmackDown перед публикой небритым, с растрепанными волосами, ещё являясь членом бренда ECW. Чтобы получить место в команде SmackDown и участвовать Bragging Rights, Тафт вызвал на бой Кавала. В бою Рекс одержал победу и вступил в группировку. В ппв Bragging Rights Тафт смог победить Сантино Марелла, но сам был устранён Шеймусом. Тем не менее команда SmackDown победила команду RAW второй раз подряд. Позже Рекс войдёт в команду Альберто Дель Рио на Survivor Series. В матче против команды Рея Мистерио Тафт был выбит за ринг Кофи Кингстоном, другие члены команды также были выбиты. Затем у него завязалась вражда с Крисом Мастерсом после того, как Рекс победил его один раз на SmackDown и два раза на WWE Superstars. Там же он победил Трента Баррету & JTG. Участвовал в Royal Rumble 2011, где появился шестнадцатым и был выбит за ринг членами группировки Нексус. 3 февраля 2011 года Тайлер Рекс совместно с Куртом Хоукинсом победил Баррету и JTG. После матча Рекс атаковал Хоукинса своим финишером Burning Hammer. Во время драфта в 2011 году перешёл на RAW. Позже снова был замечен в компании Хоукинса. 27 сентября на выпуске NXT вместе с Хоукинсом атаковал братьев Усо. После этого команда Хоукинса и Рекса вновь воссоединилась. 16 ноября Рекс проиграл бой против фаворита пятого сезона NXT Тайтуса О’Нила. Долгое время Хоукинс и Рекс стабильно выступали на шоу, пока не начали угрожать новому генеральному менеджеру Уильяму Ригалу, за что и были уволены. После этого Рекс с партнером вернулись вновь на SmackDown, где стали враждовать с Райбеком, но проиграли ему сначала по одному, а затем в неравном бою двое на одного на Money in the Bank. После чего команда стала выступать в образе стриптизёров. 20 августа Рекс попросил об увольнении, и 22 августа был освобожден от контракта.

## Личная жизнь
Габриэль Тафт женился в 2002 году на своей подруге детства Присцилле, у них родилась дочь. В 2020 году, за полгода до публичного каминг-аута, Тафт признался жене в своей трансгендерности. После трансгендерного перехода Габи Тафт и Присцилла Тафт остались лучшими подругами, однако семья их распалась, и это, по словам Габи Тафт, стало для неё тяжёлым испытанием.

## В Рестлинге
- Финишеры
  - Big Kahuna (Лунное сальто) — FCW
  - Burning Hammer (Аргентинский ДДТ)
  - Дропкик с трамплина — 2009
- Коронные приёмы
  - Flapjack
  - Дроп локтем с прыжком
  - Leaping clothesline
  - Блок плечом с разбега
- Прозвища
  - «Икс Фактор»(«The X-Factor»)
  - «Ти-Рекс»(«T-Reks»)
  - «Страшный Разрушитель»(«Dreadlocked Demolition Man»)
  - «Угрожающий Пещерный Человек»(«The Menacing Caveman»)
- Музыкальные темы
  - «Hang Ten» Non-Stop Music (WWE)
  - «One Two Three (Underscore Version)» Holter/Weerts (WWE)
  - «Tyrannosaurus» by Jim Johnston[6] (2011-present)
  - «In the Middle of it Now» by Disciple (в команде с Куртом Хоукинсом)

## Титулы и награды
- Florida Championship Wrestling
  - FCW Florida Heavyweight Championship (1 раз)[7]
  - FCW Florida Tag Team Championship (1 раз) — с Джонни Кёртисом[8]
- Pro Wrestling Illustrated
  - PWI ставит его под № 180 в списке 500 лучших рестлеров 2010 года[9]
  - PWI ставит его под № 203 в списке 500 лучших рестлеров 2012 года
- World Wrestling Entertainment
  - Награда Слэмми For Most Menacing Haircut (2010)